# Mount Cameroon FC
El Mount Cameroon Football Club es un equipo de fútbol de Camerún que juega en la Tercera División de Camerún, la tercera liga de fútbol más importante del país.

## Historia
Fue fundado en el año 1997 en la ciudad de Buéa y nunca ha ganado la Primera División de Camerún, aunque sí ha ganado el Torneo de Copa en 1 ocasión en el año 2002, mismo año en el que ganaron la Super Copa Roger Milla.
A nivel internacional ha participado en 2 torneos continentales, en donde su mejor participación ha sido en la Copa Confederación de la CAF del año 2008, donde avanzaron hasta la Tercera Ronda.
Descendió en la Temporada 2008-09 al ubicarse en la última posición entre 16 equipos.

## Palmarés
- Copa de Camerún: 1

2002
- Super Copa Roger Milla: 1

2002

## Participación en competiciones de la CAF
| Temporada | Torneo                       | Ronda      | Club              | Casa | Visita | Global |
| --------- | ---------------------------- | ---------- | ----------------- | ---- | ------ | ------ |
| 2003      | Recopa Africana              | 1          | Akonangui FC      | 2-0  | 0-1    | 2-1    |
| 2003      | Recopa Africana              | 2          | Asante Kotoko     | 2-2  | 2-3    | 4-5    |
| 2008      | Copa Confederación de la CAF | Preliminar | JS Talangaï       | 4-1  | 1-2    | 5-3    |
| 2008      | Copa Confederación de la CAF | 1          | 1º de Maio        | 0-1  | 2-0    | 2-1    |
| 2008      | Copa Confederación de la CAF | 2          | Ajax Cape Town FC | 5-0  | 1-5    | 6-5    |
| 2008      | Copa Confederación de la CAF | 3          | Interclube        | 1-1  | 1-2    | 1-3    |